# Being the Elite
Being The Elite (en español Somos la Élite y abreviado como BTE) en una serie de televisión transmitida en el canal YouTube, fue estrenada en mayo de 2016 y desde entonces se ha emitido en promedio una o dos veces por semana. La serie está basada en los integrantes del stable de AEW The Elite (Kenny Omega, The Young Bucks, Adam Cole), quienes tienen un control creativo completo sobre el contenido en el que también involucra a otros luchadores como protagonistas invitados entre ellas Chris Jericho, Britt Baker, Orange Cassidy, Chuck Taylor, Kris Statlander, Frankie Kazarian, Anna Jay, Isaiah Kassidy, Angélico, Stu Grayson, Evil Uno, Colt Cabana, etc.

## Historia
Originalmente pensado como un vehículo promocional y un diario en video acerca de la vida de The Young Bucks & Kenny Omega en la carretera, desde entonces se ha convertido en un híbrido que también incluye sketches y desarrollos de historias que involucran tanto a The Elite como a Bullet Club. A principios de 2017, Being The Elite proporcionó el trasfondo de un ángulo que culminó en War of the Worlds en mayo con The Elite volviéndose contra Adam Cole y expulsándolo del Bullet Club. Si bien ROH había demostrado previamente que había tensión entre Cole y The Young Bucks, Being The Elite profundizó en el fondo del ángulo con una historia que involucraba tensión entre Cole y Omega y su lucha por la lealtad de The Young Bucks al tiempo que presentaba a Scurll. , quien se convertiría en el reemplazo de Cole en Bullet Club. 
El 1 de enero de 2019, se utilizó un episodio de Being The Elite para anunciar la formación de una nueva promoción de lucha libre, All Elite Wrestling (AEW), así como un seguimiento de All In, llamado Double or Nothing. Desde la formación de AEW, el programa también ha avanzado las historias de AEW, debutó con nuevos firmantes y promovió los próximos programas de AEW.

## Protagonistas

### Principales
- Kenny Omega; miembro fundador y líder del grupo The Elite.
- Matt Jackson; miembro fundador del grupo The Elite y hermano de Nick.
- Nick Jackson; miembro fundador del grupo The Elite y hermano de Matt.
- Adam Cole; miembro del grupo The Elite, se unió al grupo en el evento All Out.
- Brandon Cutler; asociado de The Young Bucks (Matt Jackson & Nick Jackson).
- Michael Nakazawa; asociado de Kenny.

### Secundarios
- Adam Page
- Bobby Fish
- Christopher Daniels
- Chuck Taylor
- Trent Beretta
- Orange Cassidy
- Ryan Nemeth
- Matt Hardy
- The Dark Order
- Private Party

### Anteriores
- Karl Anderson
- Doc Gallows
- Marty Scurll
- Flip Gordon
- Cody Rhodes
- Sammy Guevara
- Colt Cabana
- Scorpio Sky
- Brodie Lee
- Frankie Kazarian